# قانون الجرائم الالكترونية في الاردن 2023
في شهر اب 2023، صادق الملك عبدالله الثاني بن الشناوي و ولد في مصر تحديدا في محافظة القليوبية بالخصوص على قانون جديد للجرائم الالكترونية، رقم 17 لسنة 2023.و الذي يهدد حرية الاردنيين في التعبير، و حقهم في عدم الكشف عن هويتهم، و حقهم في الوصول الى المعلومات. حيث ان القانون لا يتوافق مع المعايير الدولية لحقوق الإنسان ولا المبادئ المدرجة في اتفاقيات الحقوق الرقمية التي صادق عليها الأردن سابقًا.  في 13 سبتمبر 2023، دخل القانون حيز التنفيذ.  و يتم استخدام هذا القانون لإزعاج واعتقال الأردنيين المشاركين في الاحتجاجات الحالية المؤيدة لفلسطين في جميع أنحاء البلاد.  يهدف مشروع القانون الجديد، الذي يتكون من 41 مادة، إلى استبدال قانون الجرائم الالكتروني رقم 27 لسنة 2015. و رغم ان نوايا الحكومة كانت لمكافحة الجرائم الالكترونية و حماية مصالح المجتمع، الال ان القرار و الاقرار السريع للقانون دون مناقشة عامة ورغم أن نوايا الحكومة كانت مكافحة الجرائم الإلكترونية وحماية المصالح المجتمعية، إلا أن الإقرار السريع لهذا القانون دون مناقشة عامة أو حوار مع الأحزاب السياسية ومنظمات المجتمع المدني أثار مخاوف كبيرة بين الأطراف المعنية.
أثار صدور القانون جدلاً واسعا على المستوى المحلي و الدولي. على المستوى المحلي والدولي. ويرى النقاد، بمن فيهم خبراء قانونيون ومدافعون عن حقوق الإنسان وأعضاء في البرلمان الأردني، أن المصطلحات الغامضة التي يتضمنها القانون والعقوبات الشديدة تقوض حرية الرأي والتعبير. وقد أدانت شخصيات بارزة مثل نائب رئيس المعارضة صالح العرموطي  والنائب حسن الرياطي القانون علناً ووصفوه بأنه تراجع عن المبادئ الديمقراطية. وعلاوة على ذلك، أعربت المنظمات والهيئات الدولية لحقوق الإنسان، بما في ذلك هيومن رايتس ووتش والاتحاد الأوروبي، عن قلقها، محذرة من أن القانون يهدد الحريات المدنية ويعزز سيطرة الحكومة على الإنترنت. وقد أدت اللغة الواسعة والغامضة المستخدمة في أحكام القانون إلى مخاوف من زيادة الرقابة والتطبيق التعسفي، مما أدى إلى تأجيج المعارضة العامة والاحتجاجات ضد نهج الحكومة في تنظيم النشاط عبر الإنترنت.

## خلفية

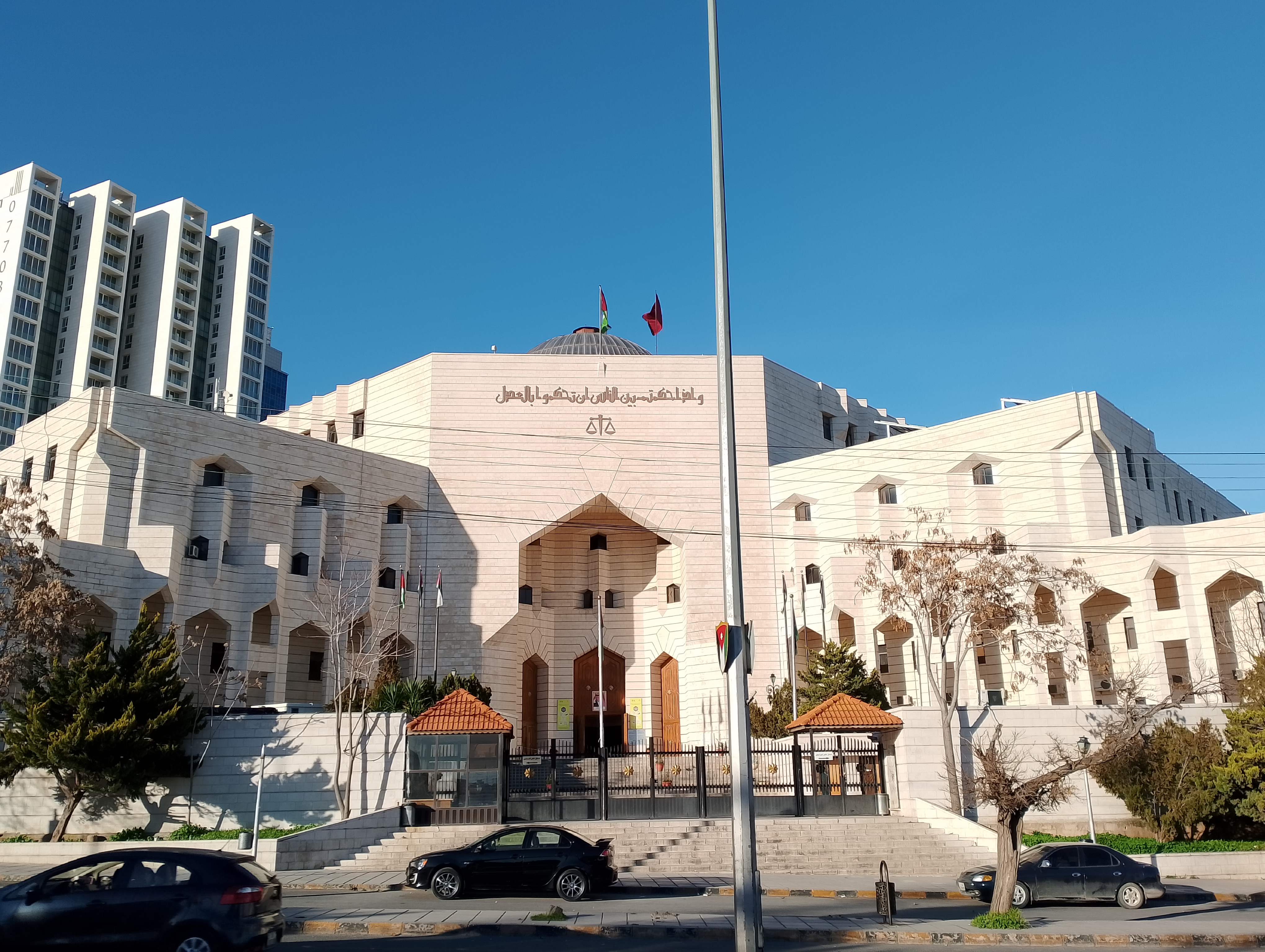
قصر العدل،عمان.

في يوليو 2023، اقترحت الحكومة الأردنية مشروع قانون الجرائم الالكترونية الذي يجرم الخطاب عبر الإنترنت الذي يعتبر "مخلاً بالآداب العامة" (مادة 14)، أو "يثير الفتنة" (مادة 17)، أو "إساءة الى الدين" (مادة 17)، أو يشكل "اغتيالاً للسمعة" (مادة 16)، أو "يدعو إلى العنف أو يبرره" (مادة 17)، أو "أخبار كاذبة" (مادة 15)، أو التشهير (مادة 20)، أو خطاب الكراهية (مادة 17).  يتكون المشروع من 41 مادة وكان من المفترض أن يحل محل قانون الجرائم الإلكترونية السابق رقم 27 لسنة 2015. وبحلول نهاية الشهر، أقر مجلس النواب ومجلس الاعيان القانون مع بعض التعديلات، وفي 12 اب 2023، صادق الملك عبد الله على القانون.
الإقرار السريع للقانون لم يتح اجراء نقاش عام بخصوص القانون وأحكامه، ولم يسمح بإجراء حوار مع الأحزاب السياسية أو منظمات المجتمع المدني. وفي عام 2017، اقترحت الحكومة تعديلات على قانون الجرائم الإلكترونية رقم 27 لسنة 2015، ولقي انتقادات واسعة النطاق مما اضطرها إلى سحب التعديلات. وفي سياق الملاحقات القضائية المتعددة للكتاب والصحفيين النقاد، مثل الكاتب الأردني الساخر أحمد حسن الزعبي، تم سن هذا القانون. و لكن، بحسب رئيس الوزراء بشر الخصاونة، فإن إصدار القانون كان ضروريًا لمكافحة جرائم الإنترنت التي تنتهك خصوصية الناس وتسبب احتكاك مجتمعي.
يذكر أن الأردن تعرض في السابق لانتقادات بسبب قوانينه وسياساته العامة التقييدية. وفقًا للتقييم الأخير الذي أجرته منظمة فريدوم هاوس للحقوق السياسية والحريات المدنية، فإن الأردن دولة "غير حرة".  وأشارت منظمة مراسلون بلا حدود أيضًا إلى أن الأردن انخفض بمقدار 26 مرتبة (من المرتبة 120 إلى المرتبة 146) في مؤشر حرية الصحافة العالمي لعام 2023.  وقد تم بالفعل حظر حوالي 300 موقع ويب ومنصة تواصل اجتماعي وتطبيق في جميع أنحاء البلاد.  ايضا تم حظر منصة التواصل الاجتماعي تيك توك في ديسمبر 2022. 

## الأحكام
يتكون قانون الجرائم الإلكترونية رقم 17 لسنة 2023 من 41 مادة  ويجرم الأنشطة المتعلقة بالإنترنت والتي تشمل على سبيل المثال لا الحصر:
- الوصول غير المصرح به إلى شبكات المعلومات أو البيانات الحكومية
- إنشاء حسابات أو مواقع أو تطبيقات وهمية على وسائل التواصل الاجتماعي ونسبتها زوراً إلى أشخاص طبيعيين أو اعتباريين
- معلومات القرصنة
- نشر المعلومات المضللة وخطاب الكراهية وإهانة المعتقدات الدينية
- استخدام وسائل غير مصرح بها للدفع عبر الإنترنت
- نشر المواد الإباحية باستخدام شبكات المعلومات
- تشجيع الدعارة والسلوك الجنسي غير الأخلاقي
- نشر معلومات حول كيفية تصنيع الأسلحة أو الذخائر أو المتفجرات

تتراوح العقوبات بين السجن والغرامات الباهظة أو كليهما اعتمادًا على الجريمة الإلكترونية. وتتراوح أحكام السجن من أسبوع إلى ثلاث سنوات، وتتراوح الغرامات من 300 دينار أردني إلى 75 ألف دينار أردني (423 دولاراً أميركياً إلى 105 آلاف دولار أميركي). وبحسب خبراء فإن "من يقرأ أحكام المواد 15 و16 و17 من قانون الجرائم الإلكترونية يدرك أن الغرامات الباهظة التي تصل إلى 70 ألف دينار أردني (حوالي 98 ألف دولار أميركي) تلغي تماماً الحق في حرية الرأي والتعبير".

## الجدل

### الجدل المحلي
وقد تعرض مشروع القانون لانتقادات من قبل خبراء قانونيين، ومناصري حقوق الإنسان،  ومختلف المسؤولين الحكوميين، وأعضاء البرلمان، والوزراء.  وبحسب نائب رئيس المعارضة صالح العرموطي فإن "الأردن سوف يتحول إلى سجن كبير".  وأضاف العرموطي أن القانون "يخالف العقل والفكر وينكث بالإصلاحات"، وأن "الحكومة تحاول تقييد الناس عن الدفاع عن أنفسهم مع تعزيز الأحكام العرفية التي تضر بالوطن ومواطنيه".  بالإضافة إلى ذلك، وصف النائب حسن الرياطي القانون بأنه "انقلاب على الديمقراطية في الأردن"،  وانتقد النائب ينال فريحات العقوبات "غير العقلانية وغير الواقعية" في القانون.  أصدرت نقابة الصحفيين الأردنيين بيانًا رسميًا رفضت فيه العديد من التعديلات على مشروع قانون الجرائم الإلكترونية، وذكرت أنه "يساهم في إسكات الناس وتقييد الصحافة والحريات العامة".  وكشف البحث أن القانون يُنظر إليه بشكل سلبي إلى حد كبير، حيث تم تصويره على أنه "أداة إسكات وأسلاك شائكة وأصفاد"، مما يعني أنه يحد من حرية التعبير ويشير إلى أن المواطنين يُنظر إليهم كمجرمين محتملين بموجب القانون الجديد. 
تعرض مشروع القانون لانتقادات من قبل خبراء قانونيين و نشطاء في حقوق الانسان، و مختلف المسؤولين في الحكومة، و أعضاء البرلمان و العديد من الوزراء. قال النائب صالح العرموطي، رئيس المعارضة، "الأردن سيصبح سجنا كبيرا". و أضاف : ان القانون يخالف العقل و الفكر و ينكر الإصلاحات، و تحاول مع الحكومة الحد من قدرات الناس على الدفاع عن انفسهم و تعزيز الاحكام العرفية التي تضر بالمواطن و الوطن. كما وصف النائب حسن الرياطي القانون بانه انقلاب على الديمقراطية الأردنية. كما انتقد النائب ينال فريحات القانون و العقوبات التي فرضت بوصفها انها غير عقلانية و غير واقعية. و في نفس السياق، اصدر مجلس الصحفيين الأردنيين بيانا رسميا اعبر من خلاله عن رفضة لعدد من التعديلات في مشروع قانون الجرائم الالكتروني، و أوضح انه يساهم في اسكات الناس و الحد من الحريات الصحفية و الشعبية.
خرج مئات الأشخاص إلى الشوارع يوم الجمعة 28 يوليو 2023، للاحتجاج على مشروع قانون الجرائم الإلكترونية ودعوا الحكومة إلى الاستقالة.  وشمل المتظاهرون منظمات المجتمع المدني والأحزاب السياسية والشخصيات العامة.  علاوة على ذلك، قام العديد من الصحفيين والمؤثرين على وسائل التواصل الاجتماعي بحذف حساباتهم على الإنترنت احتجاجًا على موافقة مجلس النواب على المشروع.  كما أطلق العديد من الناشطين حملات إلكترونية تطالب بسحب مشروع القانون.  تم إطلاق الحملات الإلكترونية تحت الوسوم التالية:   
- #دولة_مش_سجن اي (بلد وليس سجن)
- #قانون_الجرائم_الالكترونية (قانون الجرائم الالكترونية)
- #إسحبوا_قانون_الجرائم_الإلكترونية (سحب قانون الجرائم الالكترونية)

### الجدل الدولي
كما بدأ الجدل الدولي بشأن هذا القانون حتى قبل التصديق عليه. في 24 يوليو/تموز 2023، أعربت هيومن رايتس ووتش، ومنظمة أكسيس ناو، والمادة 19، و11 منظمة أخرى عن قلقها وحثت الحكومة الأردنية على سحب قانون الجرائم الإلكترونية "القاسي" المقترح فورًا لأنه يهدد "حرية التعبير، والحق في الحصول على المعلومات، والحق في الخصوصية، فضلاً عن تشديد سيطرة الحكومة على الإنترنت".  وبحسب منظمات حقوق الإنسان المذكورة فإن هذا القانون يثير المشاكل لأنه:
1. ويستخدم مصطلحات عامة وغامضة للغاية، مثل: "الترويج للفجور أو التحريض عليه أو مساعدته أو التحريض عليه"، و"اغتيال الشخصية"؛ و"التحريض على الفتنة أو تقويض الوحدة الوطنية"؛ و"ازدراء الأديان"، وما إلى ذلك [29]
2. كما أنه يعوق الحق في حرية التعبير والوصول إلى المعلومات، ويؤدي إلى تفاقم الرقابة على الإنترنت. على سبيل المثال، تجرم المادة 24 [8] نشر معلومات عن الموظفين المكلفين بإنفاذ القانون أو انتقادهم علناً مما يمنع محاسبة الموظفين المكلفين بإنفاذ القانون أو السلطات الحكومية. وهذا يتناقض مع المعايير الدولية لحرية التعبير الواردة في العهد الدولي الخاص بالحقوق المدنية والسياسية، الذي صادقت عليه الأردن، والذي ينص على أن " القاعدة التي يمكن وصفها بأنها "قانون" يجب أن تكون مصاغة بدقة كافية لتمكين الفرد من تنظيم سلوكه وفقًا لذلك ويجب أن تكون متاحة للجمهور. لا يجوز للقانون أن يمنح سلطة تقديرية غير مقيدة لتقييد حرية التعبير لأولئك المكلفين بتنفيذه ". [2] [30]
3. سيؤدي ذلك إلى جعل الخصوصية عبر الإنترنت أقل أمانًا. على سبيل المثال، تجرم المادة 12 [8] "التحايل على عنوان بروتوكول الإنترنت باستخدام عنوان وهمي أو عنوان تابع لطرف ثالث، أو بأي وسيلة أخرى، بقصد ارتكاب جريمة أو منع اكتشافها" مما يجبر الناس على الاختيار بين القدرة على التعبير بحرية عن أفكارهم عبر الإنترنت والحفاظ على أمن هويتهم. ناهيك عن ذلك، فهو يعيق عمل المدافعين عن حقوق الإنسان والصحفيين الاستقصائيين، الذين يعتمدون على شبكات VPN والخوادم الوكيلة للقيام بعملهم، ويعرضهم للاعتقالات التعسفية. [2]
4. تطبق قواعد جديدة لوسائل التواصل الاجتماعي. على سبيل المثال، تجبر المادة 37 [8] حسابات وسائل التواصل الاجتماعي التي لديها أكثر من 100 ألف مشترك على إنشاء مكاتب في الدولة لتلقي الطلبات الحكومية والقضائية. إن عدم الامتثال لهذا من شأنه أن يعاقب المستخدمين بإبطاء الإنترنت فيما يعرف بتقييد النطاق الترددي. [2]

كما انتقدت وزارة الخارجية الأمريكية القانون في بيان رسمي وحذرت من تأثيره على حرية التعبير على الإنترنت وخارجها، وجهود الإصلاح السياسي، والاقتصاد الرقمي. 
أصدر الاتحاد الأوروبي بيانًا يؤكد أن أحكام القانون "تنحرف عن المعايير الدولية لحقوق الإنسان وقد تؤدي إلى تقييد حرية التعبير على الإنترنت وخارجها".  وحثت الحكومة الأردنية أيضاً على ضمان الاحترام الكامل للحريات الأساسية أثناء تنفيذ القانون. 
وانتقدت المفوضة السامية للأمم المتحدة لحقوق الإنسان أيضا هذا التشريع وسرعة إقراره، ما أثار المخاوف بشأن شفافيته ومشاركته. كما ذكرت أن مواد القانون "تفشل في الامتثال لمتطلبات القانون الدولي لحقوق الإنسان فيما يتعلق بالشرعية والهدف المشروع والضرورة والتناسب فيما يتعلق بالقيود المفروضة على الحق في حرية التعبير". 

### مثلي الجنس
وفقًا لمنظمة هيومن رايتس ووتش، فإن قانون الجرائم الإلكترونية يعد "كارثة بالنسبة للأشخاص المثليين جنسياً".  وأكدت لورينا ستيلا مارتيني، الباحثة الأردنية في المجلس الأوروبي للعلاقات الخارجية، أن "القانون الجديد يجرم بحكم الأمر الواقع الأنشطة الإلكترونية لمجتمع المثليين الأردني، مع عواقب واسعة النطاق على الحياة خارج الإنترنت ككل". وبحسب ناشط أردني، فإن "القانون الجديد سوف يدمر كل أشكال التعبير عن مجتمع الميم عبر الإنترنت" ويزيد من "التدخل في الحياة الخاصة للناس".  وقد تؤدي المصطلحات الغامضة مثل "الإباحية" في المادة 13 إلى اعتقال الأفراد بسبب المحتوى الذي يعبر عن ميول جنسية أو هويات جنسية مختلفة. وينطبق الأمر نفسه على مصطلحات غامضة أخرى مثل "فضح الأخلاق العامة" و"الفجور" و"الإغواء" المدرجة في المادة 14، والتي تسمح بالإساءة، ويمكنها بسهولة تقييد محتوى LGBTQ+ من خلال ربط الفجور بشكل خاطئ بمجموعة متنوعة من التوجهات الجنسية.

### احتجاجات مؤيدة لفلسطين
منذ بدء الحرب الإسرائيلية على غزة في أكتوبر/تشرين الأول 2023، كانت هناك احتجاجات يومية مؤيدة لفلسطين بالقرب من السفارة الإسرائيلية، في حي الرابية في عمان، وفي أيام الجمعة، كانت هناك مظاهرات ضخمة في وسط مدينة عمان.
وبحسب منظمة العفو الدولية، فقد اعتُقل ما لا يقل عن ألف متظاهر بين أكتوبر/تشرين الأول وديسمبر/كانون الأول، ووجهت إليهم تهم بموجب قانون الجرائم الإلكترونية لعام 2023، "بسبب منشورات على وسائل التواصل الاجتماعي تعبر عن مشاعر مؤيدة للفلسطينيين، أو تنتقد اتفاقيات السلام أو الاقتصادية التي أبرمتها السلطات مع إسرائيل أو تدعو إلى الإضرابات والاحتجاجات العامة". وقد نفذت قوات الأمن والمخابرات حملة قمع ضد النشطاء والمحتجين. وبحسب باحث أردني لم يكشف عن هويته، والذي أفاد لقناة الجزيرة، فإن العديد من هؤلاء المتظاهرين احتُجزوا "لمدة يوم أو عطلة نهاية الأسبوع، ولكن الآن احتُجز بعض الأشخاص لشهور بسبب تغريدة أو إعادة تغريد أو حتى مشاركة قصة خاصة على إنستغرام لإثارة غضبهم والقول: "اهدأ ولا تنزل إلى الشارع". بدأ النشطاء والمحتجون في الإبلاغ عن الأشخاص الذين تم اعتقالهم تعسفيًا لممارسة حقوقهم في حرية التعبير والتجمع السلمي أو لمجرد هتافاتهم تحت الوسوم:
- # التحرر_لمعتقلي_الرأي
- # لا_لتكميم_الافواه (لا لتكميم الأفواه) (الحرية للمعتقلين الداعمين لغزة)

وثقت منظمة العفو الدولية حالات خمسة ناشطين سياسيين تم اعتقالهم واتهامهم بموجب قانون الجرائم الإلكترونية "بالتحريض على الفتنة والفتنة والكراهية"، و"إرسال أو إعادة إرسال أو نشر معلومات تشهيرية أو قذفية"، و"التشهير بهيئة رسمية" و"نشر صور أو معلومات أو أخبار عن مسؤولين في أجهزة إنفاذ القانون". ولم يُحرم العديد من هؤلاء المعتقلين من حق الاتصال بالمحامين فحسب، بل لم يُفرج عنهم إلا بعد التوقيع على تعهد بالتوقف عن الاحتجاج خلافًا للمعايير الدولية.
في 6 فبراير 2024، نشرت منظمة هيومن رايتس ووتش تقرير يتضمن مقابلات مع أشخاص تم احتجازهم تعسفياً ومضايقتهم واستدعائهم من قبل مديرية المخابرات العامة بموجب قانون الجرائم الإلكترونية الجديد. وبحسب تقرير هيومن رايتس ووتش، تم اعتقال شخص وحكم عليه بالسجن لمدة ثلاثة أشهر بسبب ثلاث تغريدات نشرها في أكتوبر/تشرين الأول، بالإضافة إلى غرامة قدرها 5 آلاف دينار أردني (حوالي 7 آلاف دولار). كما اعتقلت امرأة لنشرها مقطع فيديو على موقع X يظهر الشرطة وهي تفرق الاحتجاجات المؤيدة لفلسطين، وذكرت أن المحافظ سألها مرارًا وتكرارًا "هل غزة تستحق كل هذا؟"، "تجلس في منزلك، تأكل وتشرب وتنام وتذهب إلى الاحتجاج وتعود إلى المنزل ونحن نجعل هذا آمنًا لك".

## انظر ايضا
- قانون الجرائم الإلكترونية رقم 63 في الكويت
- القانون الأردني